# Bergianska trädgården
Le jardin Bergien (en suédois : Bergianska trädgården, en latin : Hortus Bergianus) est un jardin botanique du quartier de Norra Djurgården à Stockholm en Suède,,. 

## Description
Le jardin botanique situé à Frescati, à côté de Brunnsviken, à Norra Djurgården. 
Le jardin appartient à l'État suédois et à l'Académie royale des sciences de Suède. 
Les gestionnaires du jardin sont l'Académie des sciences et l'Université de Stockholm. 
Le jardin est situé dans le Parc national urbain royal.
De grandes parties du jardin botanique sont structurées en fonction des relations entre les plantes. 
À l'intérieur des haies protectrices d'épicéas se trouve une grande parcelle de plantes potagères et un jardin d'herbes aromatiques. 
Des sentiers paysagers, un paysage vallonné, des aires de repos au bord de l'eau et des affleurements rocheux permettent aux visiteurs de profiter de la végétation plantée et naturelle.
En hiver, les patineurs affluent à Brunnsviken.  
Il contient une variété d'arbres et d'arbustes de l'hémisphère nord. 
L'étang japonais a été construit à l'occasion du 200ème anniversaire de la Fondation Bergianska en 1991. 
Au total, le jardin Bergianska compte environ 9 000 espèces de plantes.
Le parc dans son intégralité fait partie du Parc national urbain royal Ecoparken depuis 1995,.
Le jardin compte actuellement deux grandes serres, la serre Victoria, construite en 1900, et la serre Edvard Andersson, restaurée en 1995

## Histoire
Le Jardin fut fondé en 1791 grâce à une donation de l'historien et antiquaire Bengt Bergius et de son frère Peter Jonas Bergius, médecin et scientifique, pour l'Académie royale des sciences de Suède.
Il était initialement situé dans leur manoir et son jardin adjacent, rue Karlbergsvägen, dans l'actuel quartier de Vasastaden, au centre de Stockholm. 
À l'époque, le Jardin conservait encore un caractère essentiellement rural. 
Après la mort des frères en 1791, le Jardin fut légué à l'Académie royale, conformément à leur testament et  Olof Swartz en fut le premier directeur.

## Serre Edvard Anderson
Dans la serre Edvard Anderson, poussent les genêts parfumés et la lavande de la zone méditerranéenne en passant par les buissons fleuris d'Afrique du Sud et du sud-ouest de l'Australie jusqu'au désert californien et à la forêt tropicale humide.
Les sections tropicales contiennent des plantes telles que le café, le thé et le cacao ainsi que des plantes carnivores.

## Serre Victoria
Depuis 1900, la serre Victoria couvre de son dôme de verre un monde tropical dint des nénuphars géants et d'autres plantes aquatiques du monde entier.
La serre a été construite au nord-ouest de l'étang en forme de dôme en fonte. 
La serre Victoria fait partie des bâtiments classés par l'État.

## Galerie

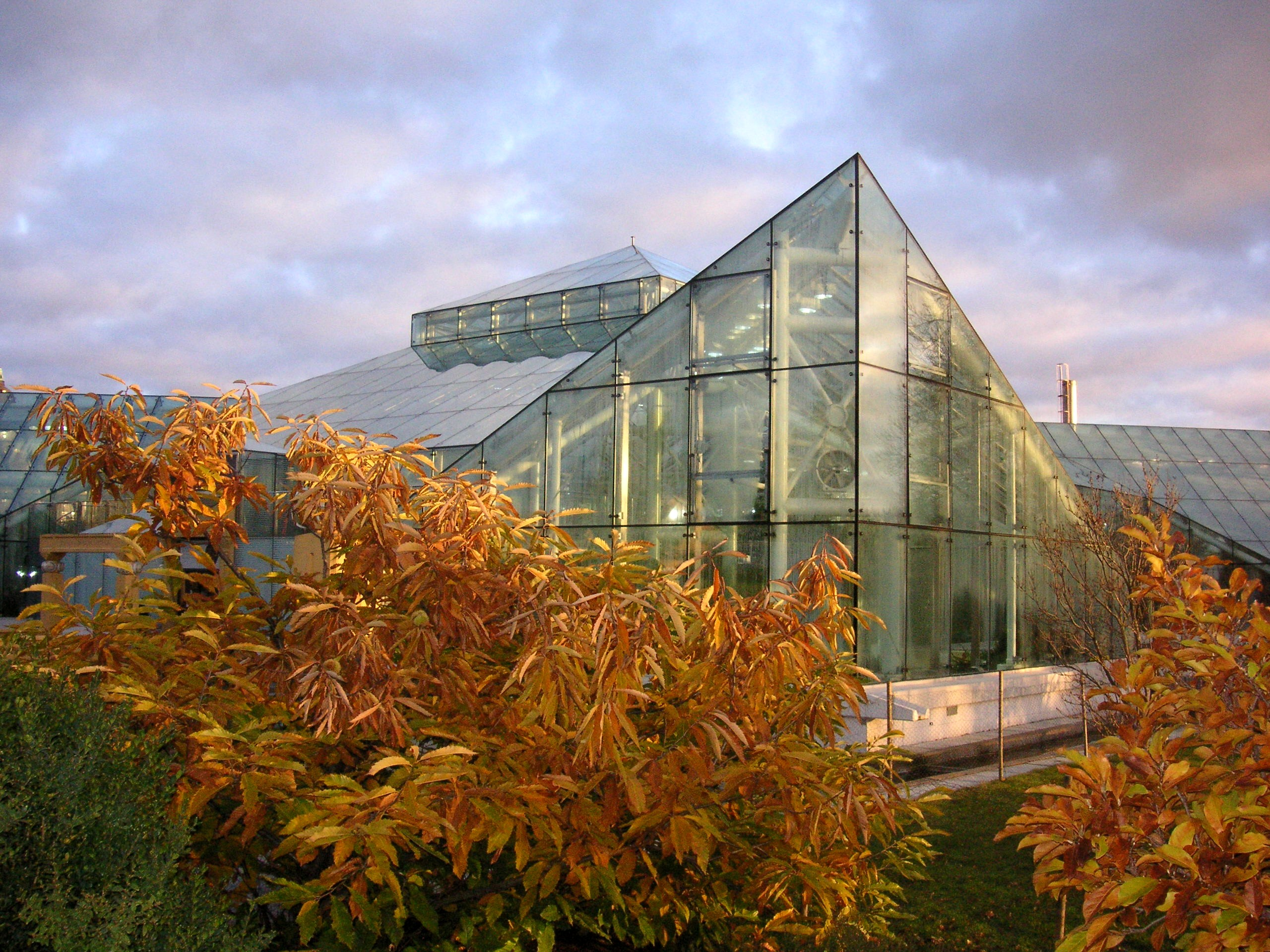
La serre Edward Anderson.
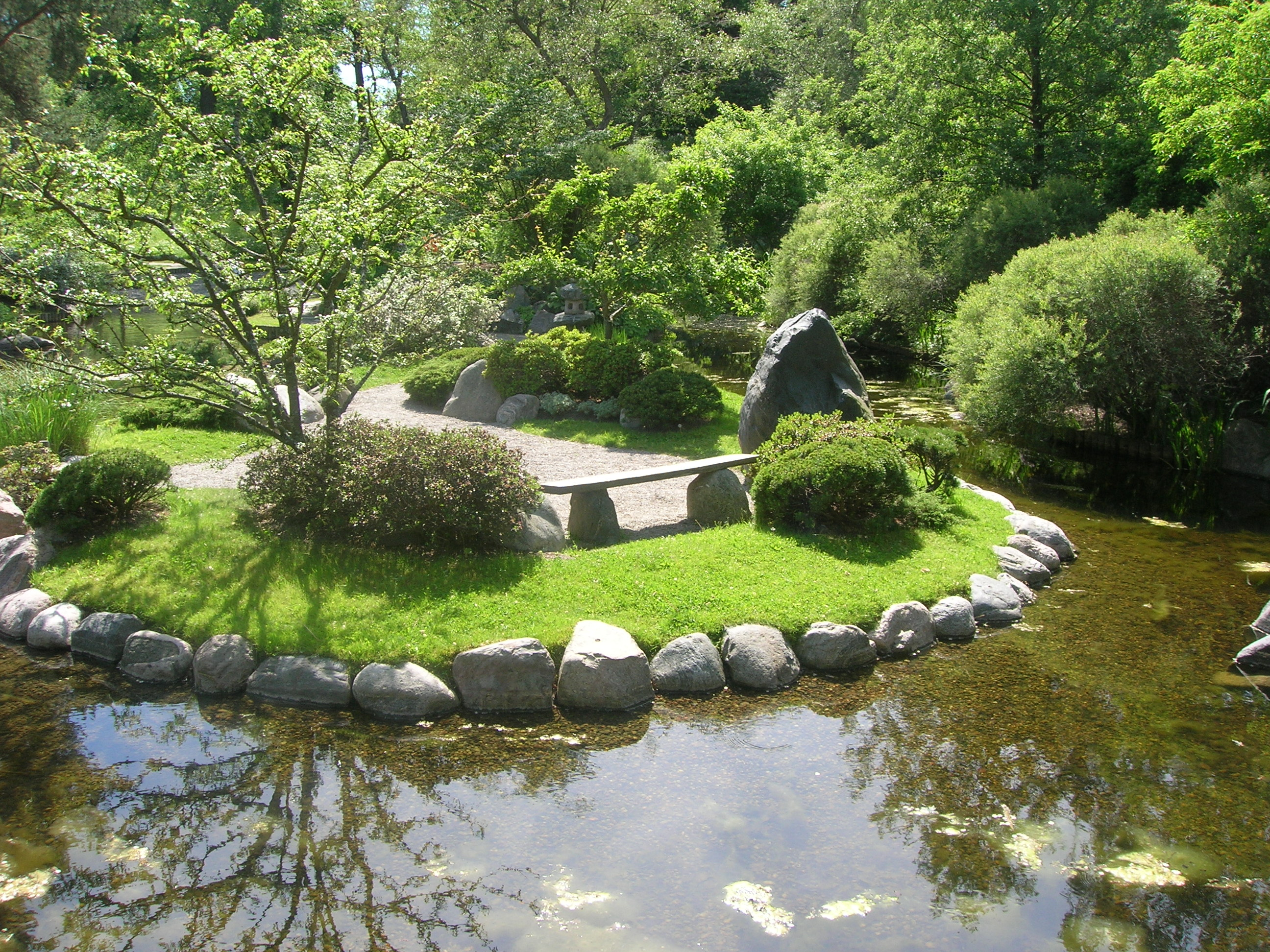
L'étang japonais en été.
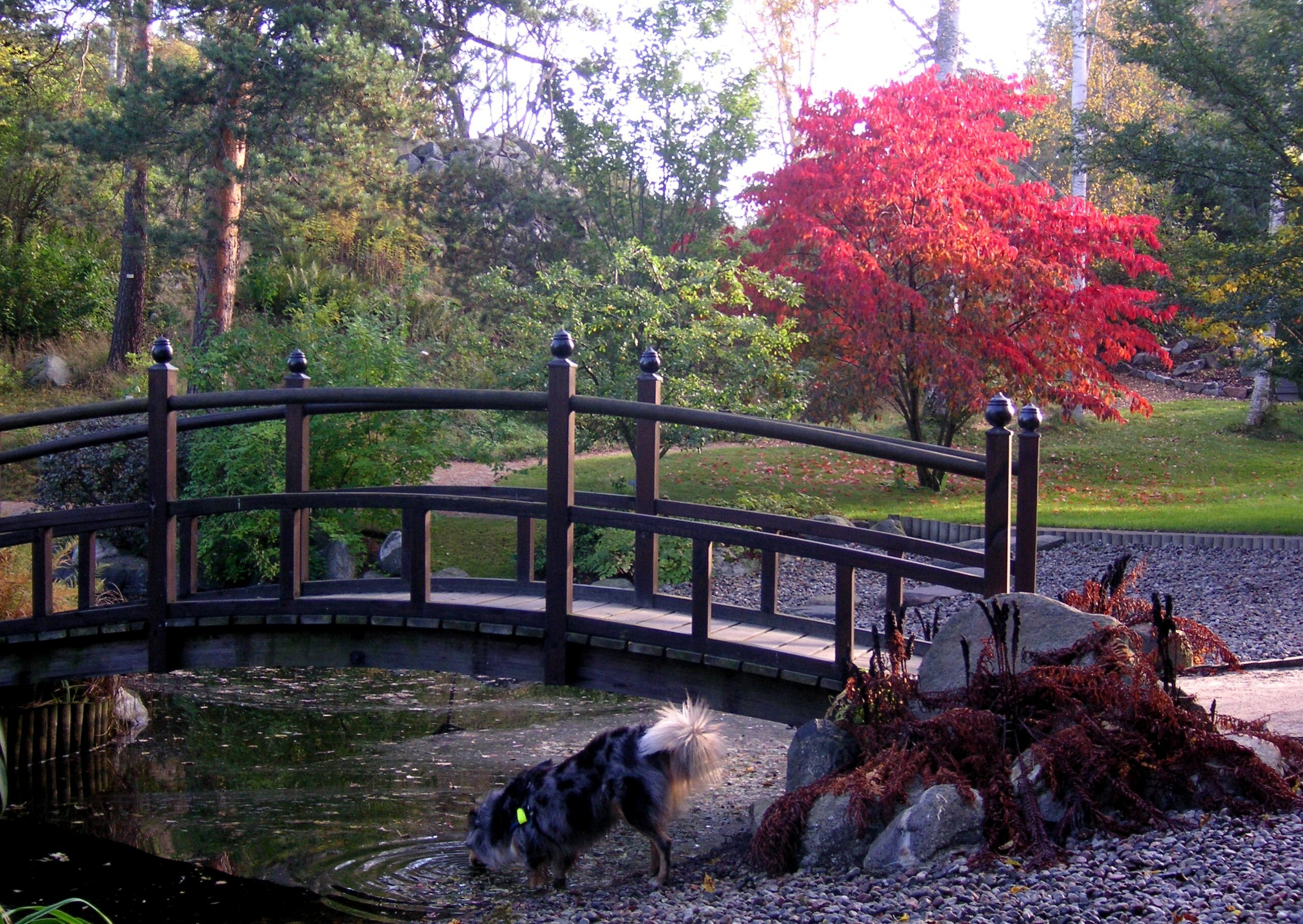
L'étang japonais en automne.

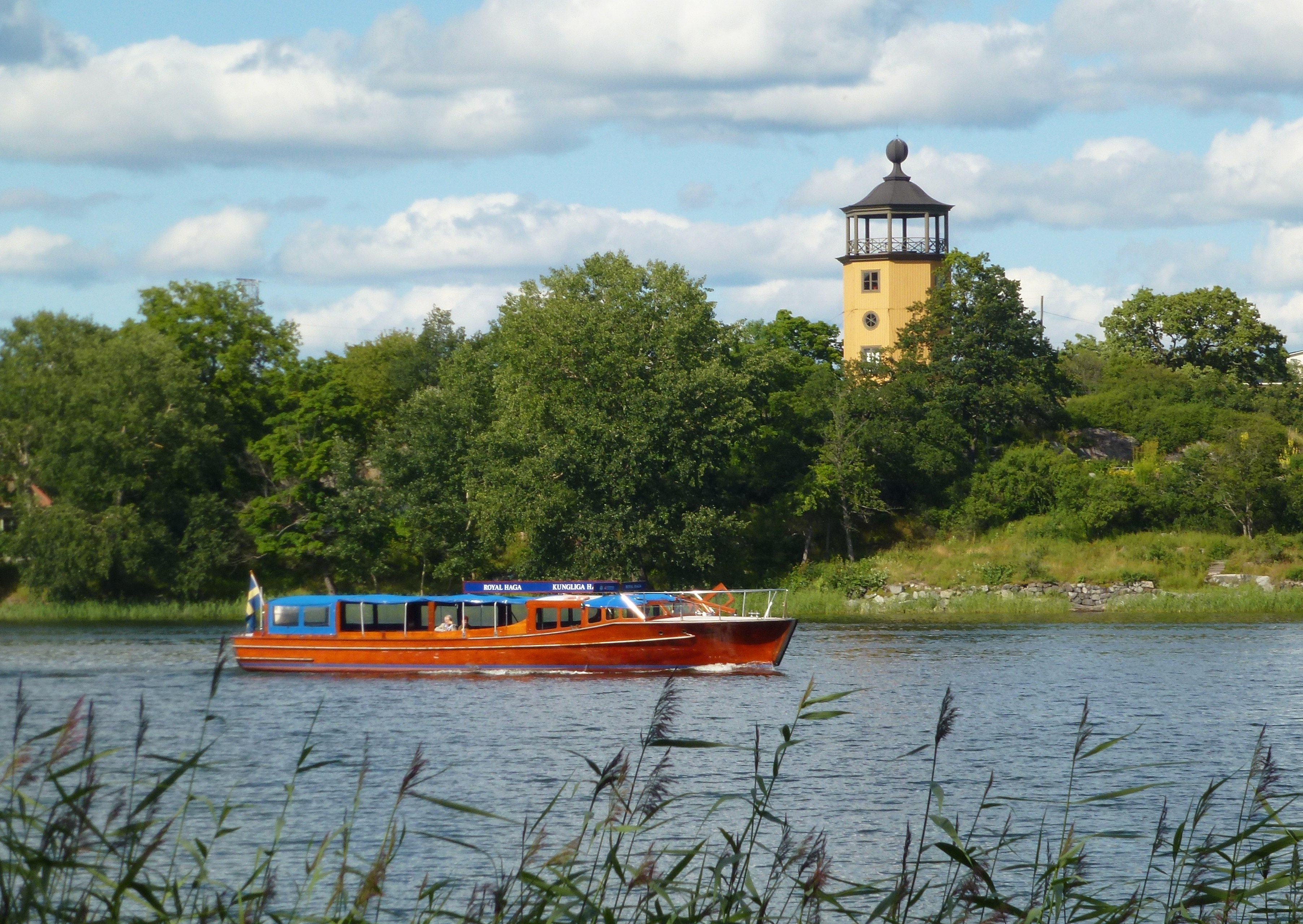
Tour Wittrock.
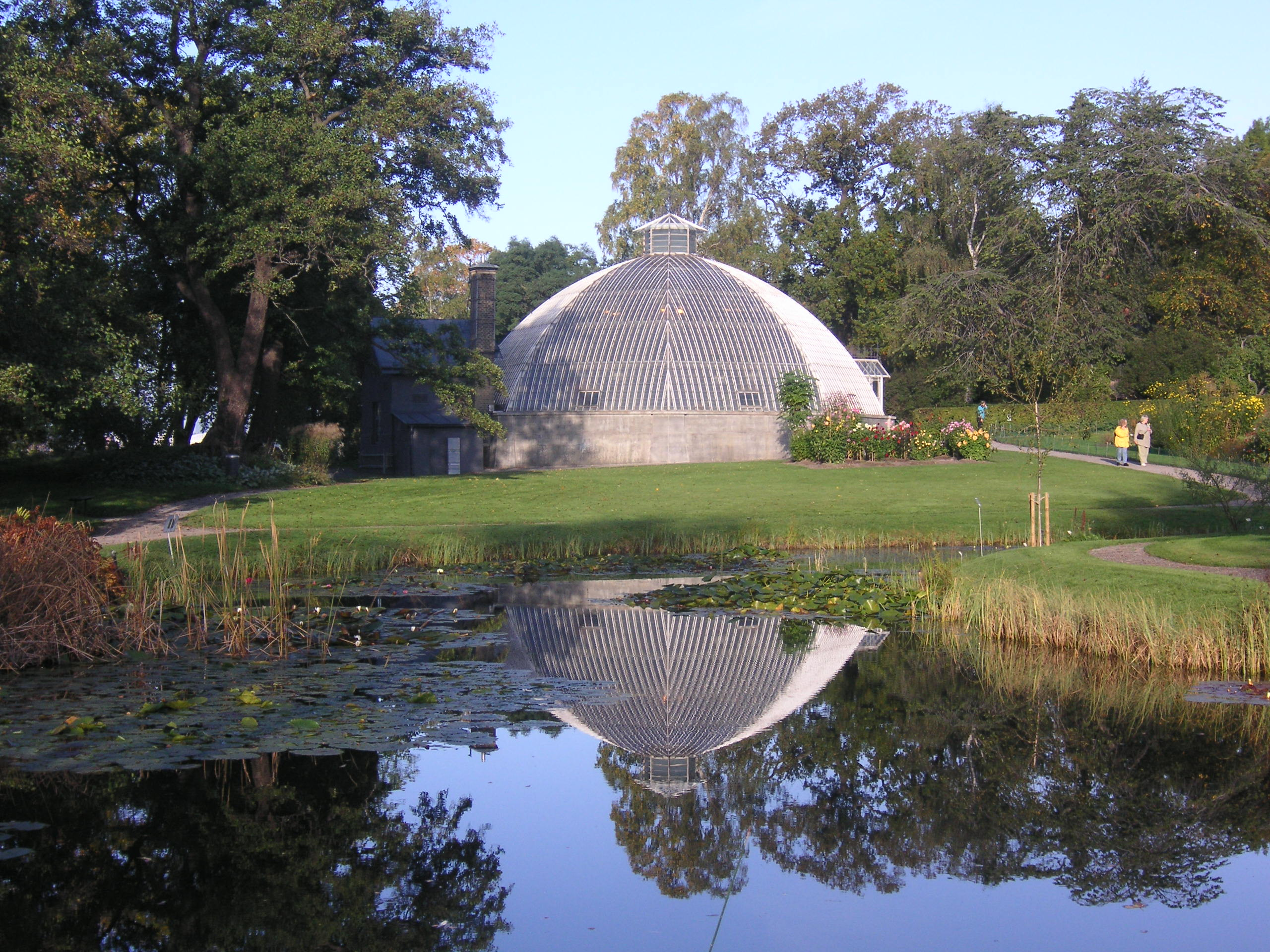
La serre Victoria.
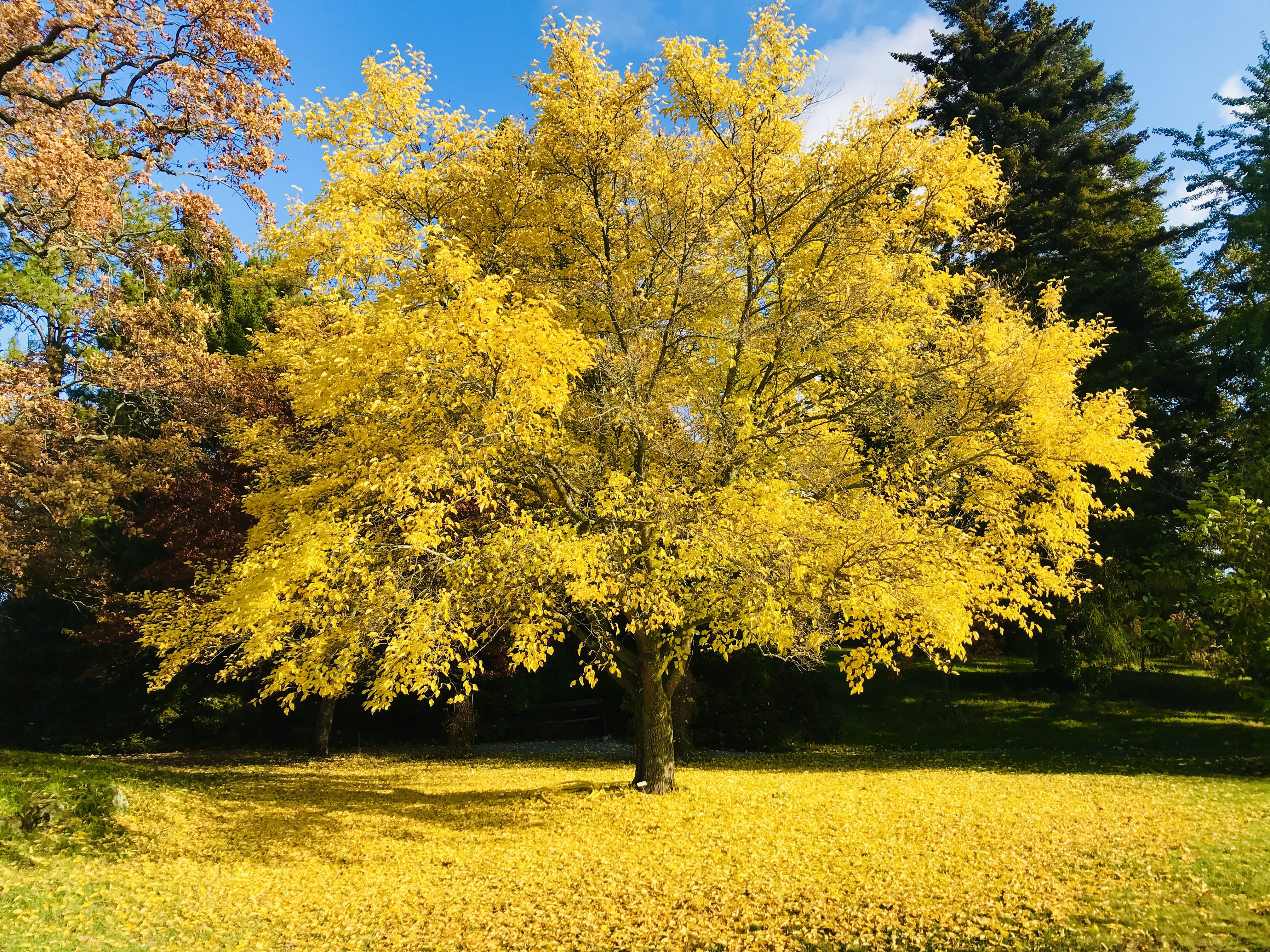
Morus Australis en automne.